# Musculus multifidus
De musculus multifidus of meermalen gespleten rugspier is een skeletspier, of eerder een groep van spieren, in de rug. Het is een samengestelde spier die evenwijdig, dorsaal aan de wervelkolom loopt. Zij vormen met de rotatores een geheel met de wervelkolom en hebben een belangrijke functie om de wervelkolom en daarmee de romp te stabiliseren. De mens heeft er aan beide zijden van de wervelkolom een. De spieren liggen tegen de wervelkolom aan. De aparte spieren samen worden ook musculi multifidi genoemd, meestal afgekort tot multifidi.  De mens heeft dus twee multifidi. Beide spiergroepen liggen van het heiligbeen tot aan de bovenste halswervel.
Iedere aparte spier van de beide multifidi verbindt twee wervels van de wervelkolom met elkaar. De oorsprong of origo ligt aan de doornuitsteeksels van een wervel, de aanhechting of insertie aan de dwarsuitsteeksels twee à vier wervels hoger. De laagste origo ligt aan de dorsale zijde van het heiligbeen, hoger liggen de processus mamillaris van de lendenwervels, de processus transversus van de borstwervels en de processus articularis van de halswervels. De multifidi liggen zo goed als tegen de wervelkolom aan, alleen de rotatores liggen er nog tussen. Deze rotatores liggen ook steeds tussen twee wervels, maar tussen twee wervels dichter bij elkaar dan de multifidi, zodat de rotatores meer horizontaal dan de multifidi liggen.
Voornaamste functies zijn bij een unilaterale contractie: ipsilaterale flexie en torsie van de wervelkolom, bij een bilaterale contractie: retroflexie van de wervelzuil en een toename van de lumbale lordose.
De multifidi komen bij alle zoogdieren voor.

## Websites
- fysiotherapie4all. Multifidus (diepe rugspieren).